# 三田佳子
三田佳子（日语：／ Mita Yoshiko，1941年10月8日—），日本女演員。本名高橋嘉子（／ Takahashi Yoshiko），舊姓石黑（／ Ishiguro）。出身於大阪府大阪市。
丈夫是原NHK製作人高橋康夫。大兒子森宮隆和二兒子高橋祐也都是演員。

## 經歷
出生半年後搬至東京，三歲時因為逃避戰亂遷往山梨縣，戰後先後在下北澤和中野生活。
取藝名「三田佳子」的「三田」，是因為她是慶應義塾大學棒球部的忠實球迷（慶大位於東京都港區三田，常用「三田」代指慶大）。三田佳子中學、高校時期已經多次在電視上演出，高校時期斷斷續續被多間電影公司相中。1960年春天高校畢業後加入第二東映，同年出演電影《怎能被殺》正式出道，很快成為僅次於佐久間良子的「東映現代劇看板女演員」。1967年成為自由演員，活躍於電影、電視劇、舞台劇等領域。
1984年，在電影《W的悲劇》中飾演冷靜而奸狡的女演員「羽鳥翔」一角，演技獲得高度評價，制霸各大電影獎項。
1989年和1990年，連續兩年擔任NHK紅白歌合戰的紅組主持人；1986年和1994年，兩次主演NHK大河劇（《命》和《花之亂》）1991年至1994年連續四年成為日本演員、藝人部門納稅額最高者，坐擁大量廣告代言。
次子高橋祐也在1998年和2000年兩次被發現違反興奮劑取締法，三田不得不暫停演藝事業，後來逐漸恢復工作；2007年，高橋祐也再次被抓持有興奮劑，三田夫婦承認對次子的教育完全失敗，再度引退。

## 榮譽獎項
- 日本電影金像獎
  - 最佳女配角：1986年《W的悲劇》、《春之鐘》
  - 最佳女主角：1993年《遠方夕陽》
- 藍絲帶獎
  - 最佳女主角：1987年《不分手的理由》、1992年《遠方夕陽》
  - 最佳女配角：1984年《W的悲劇》、《序舞》
- 電影旬報十佳獎
  - 最佳女配角:1984年《W的悲劇》
- 每日電影獎
  - 最佳女配角：1984年《W的悲劇》、《序舞》
- 報知電影獎
  - 最佳女配角：1985年《W的悲劇》、《春之鐘》
- 日刊體育電影大獎
  - 最佳女主角：1992年《遠方夕陽》
- 文化廳藝術祭獎